# Кам'янка (Вишгородський район)
Кам'янка (до 2025 — Каменка) — село в Україні, у Вишгородського району Київської області. Входить до складу Димерської селищної громади. Населення становить 50 осіб. Відстань до райцентру становить близько 35 км і проходить автошляхом Р02.

## Історія
05 червня 2025 року відповідно до Постанови Верховної Ради України № 4483-IX село Каменка було перейменовано на село Кам'янка. Постанова набула чинності 18 червня 2025 року.

## Географія
Селом тече річка Кам'янка.

## Галерея

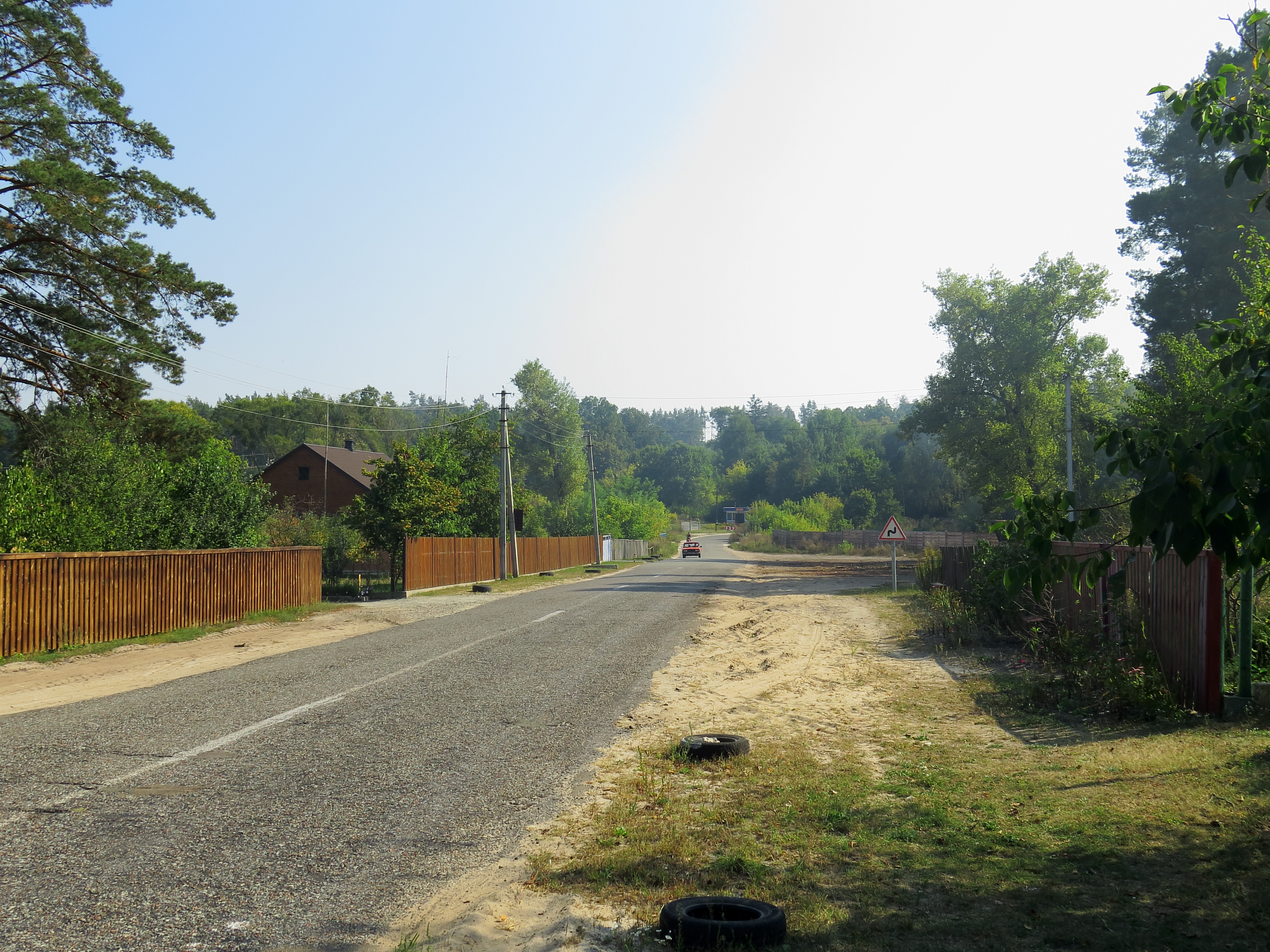
Вулиця села
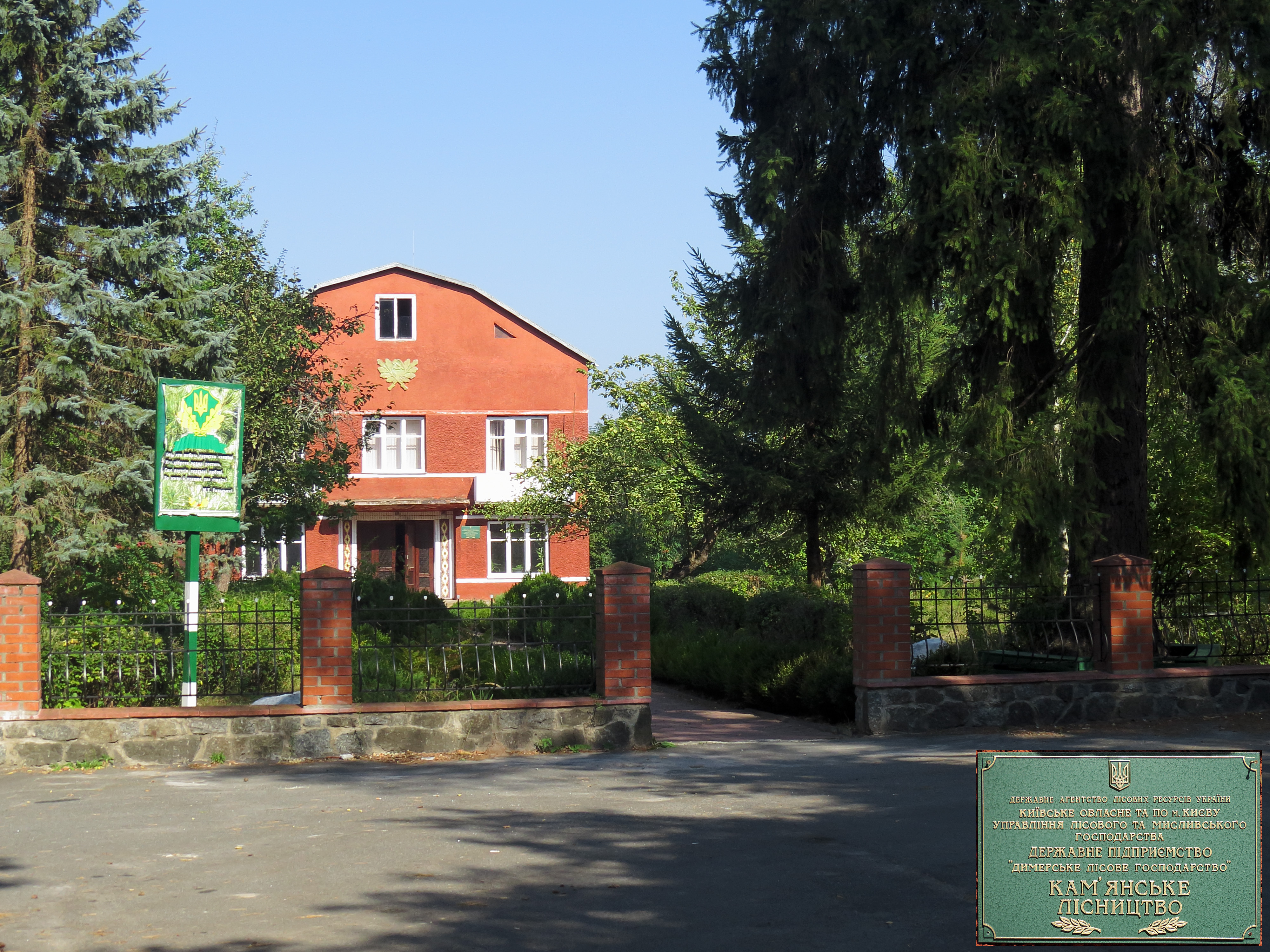
Лісництво